# Claoxylon ambrense
Claoxylon ambrense, biljna vrsta iz porodice mlječikovki otkrivena 2019. godine na Madagaskaru. Primjerak ove nove vrste prikupio je tim pod vodstvom botaničara Georgea Schatza iz Nacionalnog parka Montagnea D'Ambre, po kojemu je i imenovana, a opisao ju je Gordon McPherson.